# Kunegunda Halicka
Kunegunda Halicka (Czernihowska, Węgierska) (ur. 1246, zm. 9 września 1285) – księżniczka halicka, królowa czeska 1261–1278, regentka 1278–1285.

## Życiorys
Kunegunda urodziła się w 1246 r. w posiadłościach swojego dziadka ze strony ojca, Michała Wsiewołodowicza (Czernihowskiego) (1179?–1246). Była córką Rościsława Michajłowicza (1225–1262)
kniazia halicko-wołyńskiego, bana serbskiej Maczwy i Slawonii oraz Anny Arpadówny (Węgierskiej) (1226/1227 – po 1270). Jej siostra Gryfina poślubiła księcia Leszka Czarnego.
Kunegunda Halicka była drugą żoną Przemysła Ottokara II Wielkiego. Jego pierwszą żoną była od 11 lutego 1252 r. Małgorzata Babenberg (Austriacka) (ur. 1204 lub 1205, zm. 29 października 1266), córka księcia Austrii Leopolda VI, oraz księżniczki bizantyjskiej Teodory Angeliny. Małgorzata, jak się okazało była bezpłodna, w związku z czym Przemysł zaczął myśleć o unieważnieniu małżeństwa. Jesienią 1261 r. polecił biskupom ogłosić małżeństwo za nieważne i zawiadomił o tym kurię rzymską. Formalną przyczyną był ślub czystości uczyniony przez żonę, gdy w 1243 r. po śmierci pierwszego męża wstąpiła do klasztoru. Małgorzata nie sprzeciwiała się rozwodowi. Wysłała nawet w tej sprawie posła do papieża Urbana IV. 18 października 1261 r. opuściła Pragę. Już 25 października tego roku władca Czech poślubił Kunegundę. W tym dniu dokonała się również koronacja Kunegundy oraz Przemysła, co było wielkim wydarzeniem w tej części Europy. Chociaż małżeństwo zawarte było przede wszystkim z myślą o następcy tronu, Przemysł tym ślubem chciał pozyskać także węgierskie rycerstwo. Miało ono również zapewnić przynajmniej tymczasowy pokój z Arpadami.

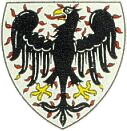
Herb Przemyślidów: orzeł płomienisty

Kunegunda często towarzyszyła małżonkowi w uroczystościach i turniejach, a daleko poza granicami kraju mówiło się o niej jako pełnej temperamentu i wyjątkowo pięknej kobiecie.
W 1273 r. zebrani we Ratyzbonie elektorowie mieli przeprowadzić wybór króla Niemiec. Wśród kandydatów znalazł się Przemysł Ottokar II. Obawiając się jednak siły i prestiżu króla czeskiego; królem wybrano Rudolfa I Habsburga, który wydawał się wystarczająco słaby. Elekcja Rudolfa I oznaczała koniec Wielkiego Bezkrólewia w Niemczech.
Przemysł Ottokar odmówił złożenia hołdu Rudolfowi i wycofania się z Austrii, którą zajął po wymarciu dynastii Babenbergów. 26 listopada 1276 r. zawarto układ, na mocy którego syn Ottokara Wacław miał poślubić córkę Rudolfa Gutę, a Czesi mieli opuścić Austrię. Król czeski opóźniał jednak wykonanie postanowień traktatu i w efekcie 26 sierpnia 1278 r. doszło do bitwy pod Suchymi Krutami (niem. Dürnkrut), zakończonej zwycięstwem króla niemieckiego i śmiercią Ottokara.
Po bitwie pod Suchymi Krutami Kunegundzie nie udało się zachować pełnej jedności i niepodległości państwa. Zainteresowanymi objęciem tronu, a także terytorium czeskim, byli przede wszystkim margrabia brandenburski Otto V Długi z dynastii askańskiej oraz wrocławski książę Henryk IV Probus. Konieczność ochrony siebie i syna Wacława zmusiła Kunegundę do powrotu do przymierza z Rudolfem Habsburskim i potwierdzenie mu obietnicy małżeństwa Wacława z córką Rudolfa.
W 1282 r. w Augsburgu Rudolf I nadał księstwa przejęte po Babenbergach swoim synom. Była to podstawa późniejszej terytorialnej potęgi Habsburgów w Niemczech.
Wobec małoletniości Wacława, wywiezionego do Szpandawy, rządy w zniszczonym wojną kraju objął mianowany przez Rudolfa I regent. Został nim Otto V Długi.
W 1283 r. w zamian za wysokie odszkodowanie pieniężne Otto zrezygnował z regencji i regentką została Kunegunda, a Wacław powrócił do Pragi.

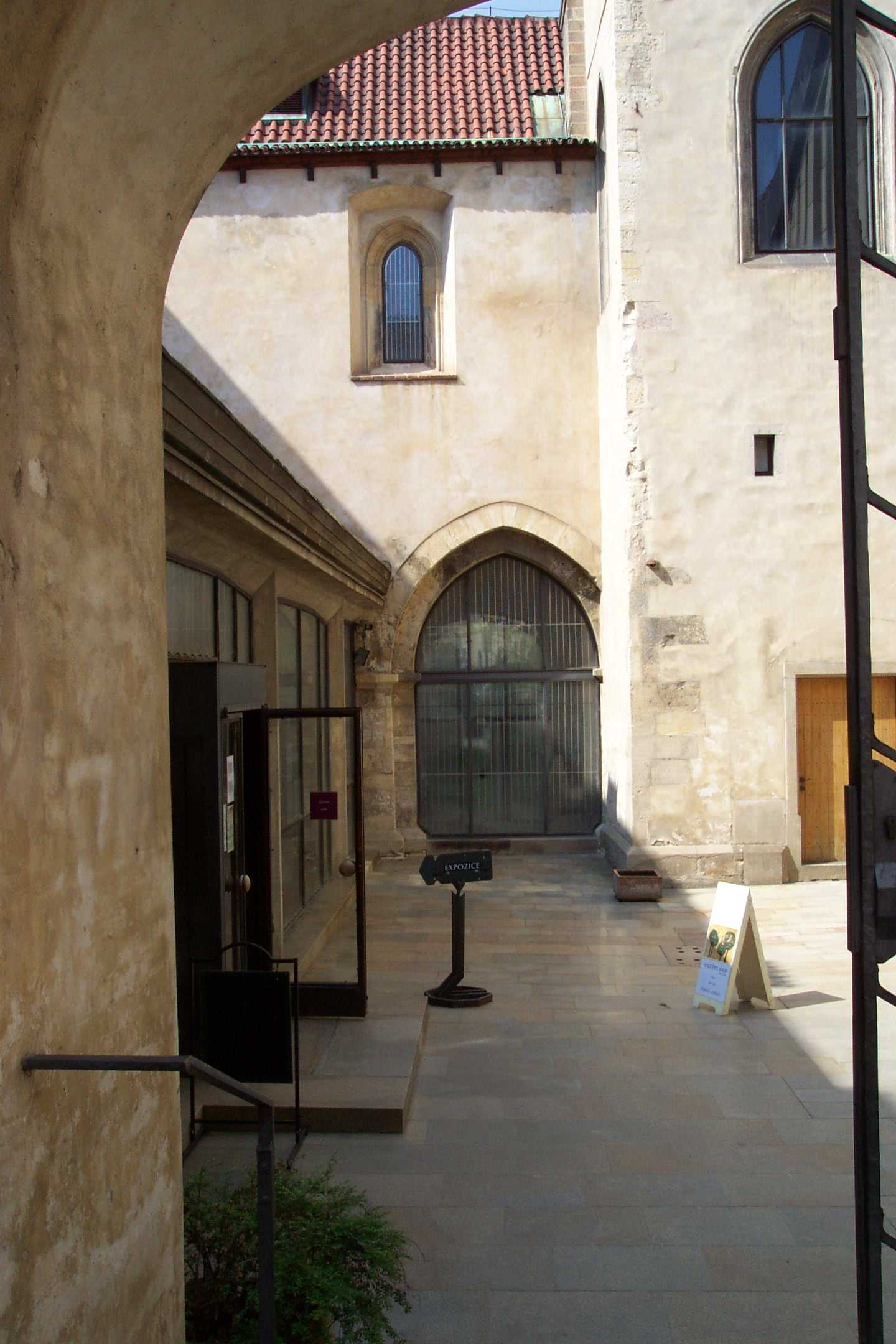
Klasztor klarysek w Pradze założony przez Agnieszkę Czeską (Anežský klášter)

Obok królowej realną władzę zdobył wówczas szlachcic Zawisza z Falkenštejnu. Z Zawiszą Kunegunda miała romans prawdopodobnie jeszcze za życia Przemysła Ottokara II. 2 czerwca 1284 r. w Pradze zostali oni małżeństwem. Wcześniej bo już na przełomie 1281/1282 r. urodził im się syn Jan (Ješek) z Falkenštejnu. W 1285 r. małżeństwem zostali również Wacław i Guta Habsburska.
Kunegunda zmarła 9 września 1285 r. prawdopodobnie na gruźlicę. Spoczywa obok siostry Agnieszki i rodziców Przemysława II w Pradze, w klasztorze klarysek założonym (wybudowany w latach 1245–1260) przez Agnieszkę Czeską – późniejszą świętą.

## Potomstwo Przemysła II Ottokara i Kunegundy Halickiej
- Kunegunda (1265–1321) – żona Bolesława II księcia Mazowsza;
- Agnieszka (1269–1296) – żona Rudolfa II Habsburga, brata króla Albrechta I Habsburga, matka Jana Parricidy
- Wacław II Czeski – król Czech 1271–1305 i Polski 1300–1305;
- Małgorzata

Po śmierci Kunegundy, w październiku 1285 r. jej syn Wacław darował swojemu przyrodniemu bratu Janowi i jego ojcu Zawiszy, królewskie miasto Polička, miasto Lanškroun, zamek Lanšperk i inne dobra. Udzielił także Zawiszy zgody na małżeństwo z Elżbietą, córką króla węgierskiego Stefana V z dynastii Arpadów (ślub zawarto w 1288). Syn Kunegundy jako Wacław II został królem Czech (koronacja nastąpiła dopiero w 1297) i królem Polski (od 1300).
Po śmierci Zawiszy (został stracony 24 sierpnia 1290), Wacław powierzył ośmioletniego Jana opiece Zakonowi Krzyżackiemu, gdzie w udziale przypadła mu wspaniała kariera; został komturem w Řepíně, a w r. 1328 komturem ziemskim na Czechy i Morawy.

## Genealogia
| 4. Michał Wsiewołodowicz (Czernihowski) (1179?–1246) kniaź czernihowski, władca Rusi Kijowskiej |  | |  |  |                                  |
|                                                                                                 |  | 2. Rościsław Michajłowicz (1225–1262) kniaź halicki, ban serbskiej Maczwy i Slavonii                |  |  |                                  |
| 5. Maria Romanowna (? – przed 1241) córka Romana Mścisławowicza, księcia Galicji i Wołynia      |  | |  |  |                                  |
|                                                                                                 |  | |  |  | 1. Kunegunda Halicka (Węgierska) |
| 6. Bela IV (1206–1270) król Węgier z dynastii Arpadów                                           |  | |  |  |                                  |
|                                                                                                 |  | 3. Anna Arpadówna (Węgierska) (1226/1227 – po. 1270) córka króla Węgier, Beli IV z dynastii Arpadów |  |  |                                  |
| 7. Maria Laskarina (ok. 1206–1270) córka cesarza nicejskiego Teodora I Laskarysa                |  | |  |  |                                  |
|                                                                                                 |  | |  |  |                                  |